# Konrad Niethammer
Paul Konrad Friedrich Niethammer (* 14. Oktober 1863 in Kriebstein; † 14. September 1931 ebenda) war ein deutscher Unternehmer und nationalliberaler Politiker. Er war Inhaber der Papierfabrik Kübler & Niethammer bei Kriebstein und sächsischer Landtagsabgeordneter.

## Leben und Wirken
Der Sohn des Papierunternehmers und Reichs- und Landtagsabgeordneten Albert Niethammer (1831–1908) und dessen Ehefrau Jenny geb. Crusius († 1912) besuchte von 1876 bis 1883 das Gymnasium in Dresden-Neustadt. Anschließend studierte er in Tübingen, Berlin und Leipzig die Rechtswissenschaften. Seit 1883 war er Mitglied der Studentenverbindung Saxonia Tübingen. Nachdem er sein Studium mit Promotion zum Dr. jur. abgeschlossen hatte, war er von Oktober 1887 bis Juli 1889 als Referendar in Dresden tätig. Nachdem er 1891/92 Amerika und Kanada bereist hatte, trat er unternehmerisch in die Fußstapfen seines Vaters. Ab 1892 betätigte er sich als Papierfabrikant in Kriebstein und übernahm 1910 als alleiniger Inhaber die ausgedehnten Unternehmen unter die Firmierung Kübler & Niethammer, zu der etliche Papier- und Holzstofffabriken sowie eine Sulfit-Zellstofffabrik gehörten. Das Unternehmen war mit 1100 Arbeitern eines der größten seiner Branche im Deutschen Reich. Das Vermögen Niethammers wurde 1912 mit 7,7 Millionen Reichsmark angegeben. Für sein unternehmerisches Wirken wurde er zum Geheimen Kommerzienrat ernannt.
Niethammer war Mitglied der Handelskammer Chemnitz und Stadtverordneter in Waldheim. Seit 1908 war er stellvertretendes Mitglied des Eisenbahnrates. In einer Nachwahl, die durch den Rücktritt und Tod von Richard Rühlmann notwendig geworden war, erlangte er 1908 im 9. städtischen Wahlkreis ein Mandat für die II. Kammer des Sächsischen Landtags, dem er bis zur Novemberrevolution 1918 angehörte. In dieser Zeit war er stellvertretender Vorsitzender der nationalliberalen Landtagsfraktion. In der Folge gehörte er auch der Sächsischen Volkskammer und bis 1926 dem Landtag während der Weimarer Republik, nun für die Deutsche Volkspartei, an.
Niethammer war weiterhin Aufsichtsratsmitglied der Allgemeinen Deutschen Creditanstalt und seit 1919 Vorstandsmitglied im Verband Sächsischer Industrieller. Er war Vorsitzender im Aufsichtsrat des Druckpapiersyndikats in Berlin, im Arbeitgeberverband Sachsens und im Verein der sächsischen Papierfabrikanten. Zudem war er Mitglied der evangelischen sächsischen Landessynode. 1926 erhielt er von der Technischen Hochschule Dresden den Ehrendoktortitel.
Niethammer hatte neun Kinder. Vier seiner Söhne, Wilhelm, Gerhard, Ralf und Horst Niethammer, werden am 15. März 1931 zunächst Mitinhaber des väterlichen Unternehmens und nach seinem Tod seine Nachfolger. Ein weiterer Sohn Konrad Niethammers ist der Ornithologe Günther Niethammer.